# سید ناصر عمادی
سید ناصر عمادی چاشمی (زاده ۱۳۴۵ در قائمشهر) پزشک بدون مرز، متخصص پوست، عضو هیئت علمی دانشگاه علوم پزشکی تهران و از مجروحان شیمیایی حملات عراق به ایران است. در سال ۲۰۲۱ در ژنو، مدال جهانی صلح و فداکاری فلورانس نایتینگل به دلیل درمان مجروحان جنگ و بیماران و آموزش پرستاران در کشورهای آفریقایی، خاورمیانه و آسیای میانه به عمادی اهدا شد. همچنین عمادی در سال ۲۰۲۳ توسط جامعه متخصصین پوست جهان (ILDS)جایزه ویژه، برترین متخصص پوست انساندوست دنیا را کسب نمود.

## سرگذشت

### زندگی شخصی
سید ناصر عمادی چاشمی در سال ۱۳۴۵ در قائمشهر به دنیا آمد. وی پس از اخذ مدرک دیپلم، در زمان جنگ ایران و عراق، به خدمت سربازی رفت و با وجود پایان سربازی، مدتی را در جبهه ماند. عمادی بعدها در جنگ عراق و ایران، مجروح و شیمیایی شد. او در دورانی که در آفریقا مشغول فعالیت‌های بشردوستانه بود، به بیمارای مالاریا دچار شد و توانست پس از یک دوره نقاهت شدید از آن بیماری نجات پیدا کند.

### زندگی علمی
وی در سال ۱۳۶۷ در رشته پزشکی دانشکده پزشکی بابل قبول شد و توانست در سال ۱۳۷۳ در طب عمومی فارغ‌التحصیل شود. عمادی از سال ۱۳۷۳ تا ۱۳۷۹ به عنوان پزشک عمومی در بخش اورژانس بیمارستان رازی قائمشهر مشغول به کار شد. عمادی در سال ۱۳۷۹ در رشته پوست دانشگاه تهران پذیرفته شد. وی پایان‌نامه خود را در دوران طب عمومی و تخصصی با دو عنوان «عارضه‌های قلبی و عروقی در جانبازان نخاعی» و «عوارض پوستی در جانبازان شیمیایی» عرضه کرد که بعدها به عنوان پایان‌نامه برتر گروه پزشکی ثبت شد. وی بیشتر مقالات علمی خود را با موضوع مشکلات پوستی جانبازان شیمیایی منتشر نموده‌است. از مقالات علمی او در دادگاه لاهه و در دفاع از جانبازان شیمیایی، بارها مورد استفاده قرار گرفته‌است. عمادی بارها در کنگره‌های علمی در کشورهای مختلفی چون آمریکا، فرانسه، آلمان، سوئیس، کرواسی حضور داشته‌است و در آنها از مشکلات جسمی جانبازان شیمیایی سخن گفته‌است. وی در سال‌های ۲۰۰۹ تا ۲۰۱۰ میلادی در موضوع مبارزه با ایدز در کشورهای آفریقایی، مطالب جدیدی را از بروز سارکوم کاپوزی (به عنوان نوعی سرطان پیشرفته پوست در بیماران مبتلا به ایدز) منتشر کرد.

## فعالیت‌ها
عمادی عضو هیئت علمی دانشگاه علوم پزشکی تهران است. وی عضو «شورای عالی کمیسیون پزشکی جانبازان کشور» و «سرپرست مراکز درمانی جمعیت هلال احمر جمهوری اسلامی ایران در قاره آفریقا» بوده‌است. فعالیت‌های وی در شهر بم به مدت بیش از یکسال پس از زلزله و همچنین کشورهای عراق، افغانستان و آفریقایی کنیا، غنا، تانزانیا، زیمبابوه، گینه، سومالی و بروندی موجب دریافت نشان ملی ایثار از رئیس‌جمهور ایران در سال ۱۳۸۹ برای وی شد. او همچنین به دلیل مبارزه با بیماری ایدز و بهبودی سلامتی مردم در کشورهای آفریقایی به عنوان پزشک بدون مرز ایرانی از رئیس‌جمهور بروندی، نخست‌وزیر و وزیر بهداشت کنیا، رئیس هلال احمر و وزیر بهداشت غنا، عنوان‌های افتخاری کسب نموده‌است. عمادی در سال ۲۰۱۲ در کشور مسیحی نشین کنیا به دلیل ۵ سال خدمات انساندوستانه درمانگاه پوست حسین ابن علی را با پرچم ایران در بیمارستان دولتی باگاتی برای بیماران پوستی نیازمند نصب و راه اندازی نمود و نیز در سال ۲۰۱۴، در کشور بروندی به پاس تقدیر از تلاش‌های عمادی در این کشور، درمانگاهی به نام علی بن موسی الرضا راه اندازی شد. عمادی با صرف‌نظر کردن از دستمزد صدهزار دلاری خود در این درمانگاه، پرچم ایران و لوگوی دانشگاه علوم پزشکی تهران را بر در این درمانگاه پوست، نصب کرد.
ویزیت و درمان رایگان کودک شش ساله بجنوردی به نام نرگس رسولی، که دچار یک عارضه پوستی شدید ژنتیکی بود، از اقدامات عمادی بود که مورد توجه رسانه‌ها قرار گرفته‌شد. عمادی پس از انتشار اخباری در خصوص بیماری پوستی کودکان چند روستا در خراسان جنوبی، راهی روستای ذکری و گل نی در این منطقه شد و توانست چند عمل جراحی موفق را در این منطقه به انجام برساند. در دی ماه ۱۳۹۷ به منظور آموزش پیشگیری از بیماری سالک، آگاهی از روند ابتلا و چگونگی برخورد با آن توسط بیمار، عمادی پیگیر همکاری بین دانشگاهی بین دانشگاه علوم پزشکی تهران و اصفهان شد. تلاش‌های عمادی به تبادل دانش و آخرین اطلاعات در حوزه بیماری سالک بین دو دانشگاه منجر شد و مقرر شد در هر فصلی به مدت چند روز تیم پزشکی بدون مرز برای درمان و آموزش بیماری سالک در منطقه شرق اصفهان مستقر شود.

## مسئولیت‌ها
عمادی در دوران حیات علمی خود، مسئولیت‌های بسیاری را عهده‌دار بود، از جمله آنها می‌توان به موارد ذیل اشاره کرد:
- سرپرست دانشگاه علوم پزشکی بابل
- رئیس بیمارستان پوست رازی تهران
- مسئول «کمیته مبارزه با بیماری سالک بم» بین سال‌های ۸۴ تا ۸۵
- مسئول «اورژانس مرکز آموزشی و درمانی رازی» سال ۱۳۷۴
- مشاور «مدیرکل بیمه خدمات درمانی استان مازندران» سال ۱۳۸۰
- عضو «شورای نخبگان و سرامدان شاهد و ایثارگر استان مازندران» سال ۱۳۸۵
- عضو «کمیسیون عالی پزشکی بنیاد شهید»
- عضو «گروه علمی مرکز رسیدگی به مصدومین شیمیایی دانشگاه علوم پزشکی بقیةالله»
- استاد «دانشگاه علوم پزشکی بقیةالله» از سال ۱۳۸۳
- استاد «دانشگاه علوم پزشکی مازندران» از سال ۱۳۸۵
- مسئول «کمیته تحقیقات پوست مصدومین شیمیایی کشور»
- مشاور «معاون تحقیقات و فناوری وزارت بهداشت و درمان و آموزش پزشکی» سال ۱۳۹۴

- سرپرست دانشگاه علوم پزشکی بابل - سال ۱۴۰۰
مسئولیت‌ها در کشورهای خارجی:
- عضو «Prohibition of Chemical Weapons OPCW Organization for the» (انجمن مبارزه با سلاح‌های شیمیایی در ایران)
- عضو گروه «NGO CBMTS» (انجمن منع کاربرد سلاح‌های میکروبی شیمیایی در کشورهای سوئیس و کرواسی)
- سرپرست «مراکز درمانی جمعیت هلال احمر کنیا - نایروبی (آفریقا)» از سال ۱۳۸۶ تا ۱۳۸۸
- سرپرست «مرکز درمانی جمعیت هلال احمر غنا - اکر (آفریقا)» سال ۱۳۸۸
- مسئول راه‌اندازی «سامانه پژوهشی مراکز درمانی جمعیت در قاره آفریقا» سال ۱۳۸۸
- عضو «گروه آموزشی و درمانی Kenya Medical کنیا- نایروبی» سال ۲۰۰۹
- عضو هیئت بورد «FOUNDATION)CDDF DIRECTED DEVELOPMENT COMMUNITY)» (سازمان بهداشتی و درمانی کشورهای آفریقایی مستقر در غنا) از سال ۲۰۱۰ تا کنون
- عضو «گروه درمانی و مرکز تحقیقاتی بیماری AIDS-TB HIV بیمارستان دولتی Mbagati Hospital کشور کنیا - نایروبی»
- عضو «انجمن متخصص پوست کشورهای آفریقایی کنیا - غنا» در سال ۲۰۱۰

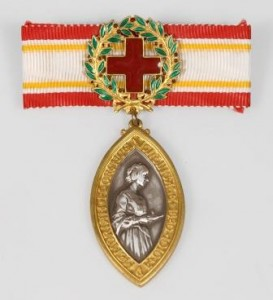
نمایی از مدال فلورانس نایتینگل، که به پزشکان برتر دنیا در زمینه صلح اهدا می‌شود.

## جوایز
سید ناصر عمادی در سال ۱۳۹۴ همزمان با روز پزشک، به عنوان جهادی‌ترین پزشک کشور به دلیل ارائه خدمات پزشکی در مناطق محروم ایران و نیز ارئه خدمات به آوارگان حمله داعش در کردستان عراق، معرفی شد. او پیش از این به سال ۱۳۸۹، نشان ملی ایثار را دریافت کرده‌بود.
در سال ۲۰۲۱ در چهل و هشتمین دوره اهدای مدال فلورانس نایتینگل، عمادی شایسته تقدیر و کسب این مدال معرفی شد. این مدال به عنوان جایزه‌ای جهانی به جهت صلح و فداکاری در ارائه خدمات پزشکی و به یاد فلورانس نایتینگل به دلیل درمان مجروحان جنگ و بیماران و آموزش پرستاران در کشورهای آفریقایی، خاورمیانه و آسیای میانه به پزشکان اهدا می‌شود. همچنین عمادی در سال ۲۰۲۳ بدلیل خدمات مهم و اثرگذار در درمان بیماران مبتلا به HIV/AIDS در آفریقا و نیز درمان مجروحین جنگ و بلایا، جایزه ویژه جامعه جهانی متخصصین پوست (ILDS) را با عنوان برترین متخصص پوست انساندوست دنیا کسب نمود. 